# Pontifícia Academia de Arqueologia

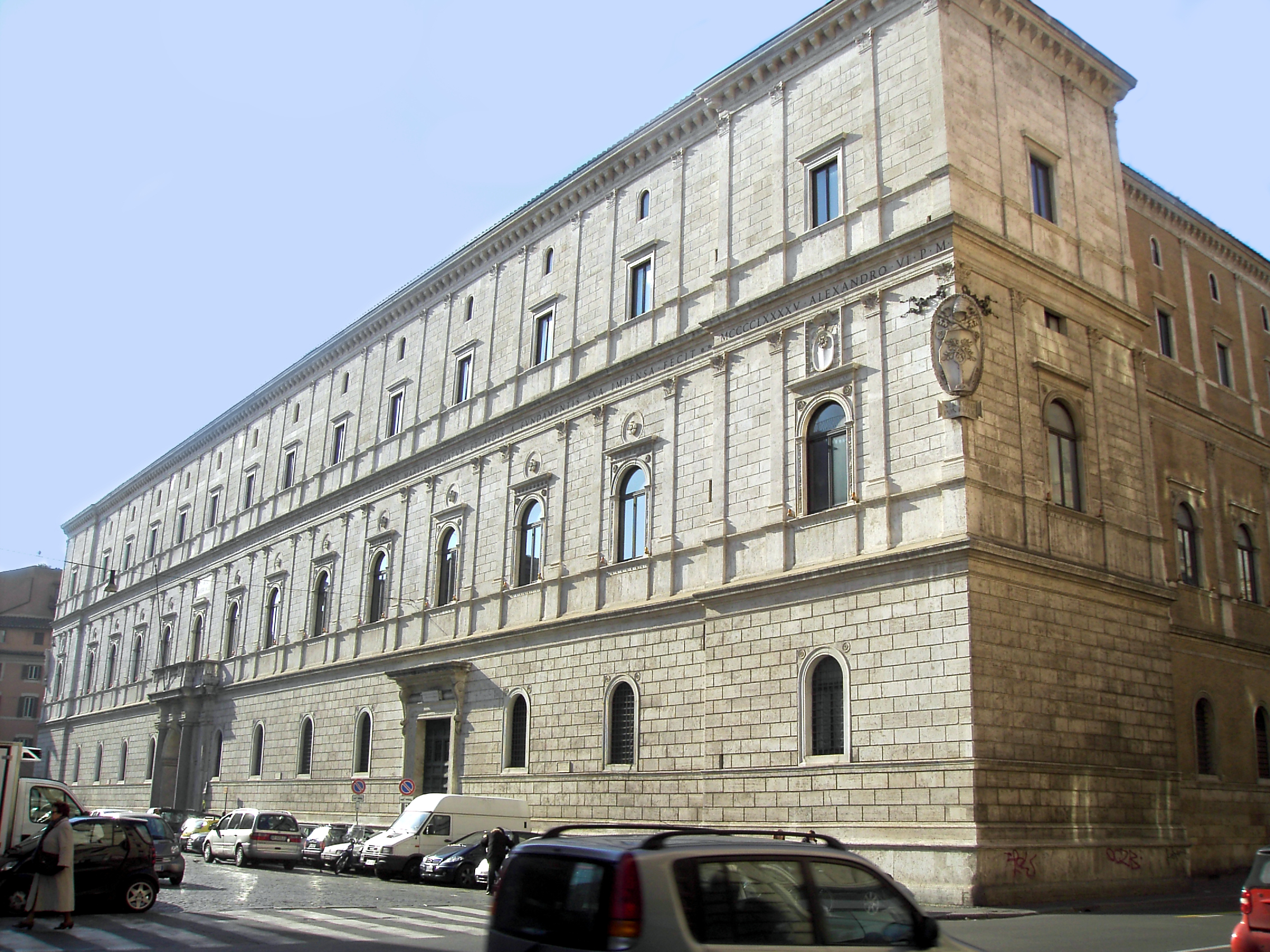
Fachada do Palazzo della Cancelleria em Roma. A porta menor é a entrada da basílica menor de San Lorenzo em Damaso.

A Pontifícia Academia de Arqueologia (Pontificia Accademia Romana di Archeologia) é uma sociedade acadêmica honorária estabelecida em Roma pela Igreja Católica para o avanço do estudo arqueológico cristão. É uma das dez Academias Pontifícias estabelecidas pela Santa Sé.

## História
No século XVII o Papa Bento XIV respondeu ao interesse público e da Igreja pela arqueologia estabelecendo uma associação de estudantes de arqueologia romana. O trabalho de Antonio Bosio nas catacumbas chamou a atenção de arqueólogos internacionais para a história do cristianismo.
Em 1816, Pio VII, por recomendação do Cardeal Consalvi, deu o reconhecimento oficial à Accademia Romana di Archeologia e a academia tornou-se um importante centro internacional de estudos arqueológicos. Seus membros e conferencistas estrangeiros incluíam Barthold Georg Niebuhr, Johan David Åkerblad, Bertel Thorvaldsen, bem como os soberanos Frederico Guilherme IV da Prússia e Carlos Alberto da Sardenha. O Papa Pio VIII deu à Academia o título de "Academia Pontifícia".
Em 1833, foi feita uma tentativa de remover a tumba de Rafael, mas a Academia protestou contra o Papa Gregório XVI e foi bem-sucedida. Mais tarde, por meio dos esforços de um de seus membros, a Academia foi responsável pela restauração do Tabularium no Monte Capitolino. Em meados do século XIX a Academia esteve envolvida em uma série de disputas de direitos de propriedade, na esperança de evitar danos aos monumentos ao restringir os direitos dos residentes em moradias de baixo custo perto do Panteão de Roma. Conseguiu obter do Papa Pio IX um decreto para a demolição das casas do lado esquerdo do Panteão; também protestou contra a abertura de novos buracos nas paredes.

## Operações modernas
A Academia funciona sob a orientação e direção da Pontifícia Comissão de Arqueologia Sacra.
O Camerlengo da Santa Igreja Romana é o "protetor" e supervisor da Academia. Tem como membros 130 membros ordinários, com outros membros honorários, correspondentes e associados. Suas reuniões são realizadas no palácio da Chancelaria Apostólica. O selo da Academia representa as ruínas de um templo clássico, com o lema "In apricum proferet" - "Vai trazer à luz".
Em julho de 2010 a Academia comemorou seu 200º aniversário.

## Publicações da academia
- Leggi della Pontificia Accademia Romana di Archeologia (Roma, 1894)
- Omaggio al II Congresso Internazionale di Archeologia Cristiana em Roma (Roma, 1900)
- Bullettino di Archeologia Cristiana de Giovanni Battista De Rossi (até o final de 1894) passim
- Il Nuovo Bullettino di Archeologia Cristiana (Roma, 1894–1906)